# Barão de Santa Luzia
Barão de Santa Luzia é um título nobiliárquico brasileiro criado por D. Pedro II do Brasil, por decreto de 18 de julho de 1841, em favor a Manuel Ribeiro Viana, primeiro esposo de Maria Alexandrina de Almeida Franco, de quem ficou viúva. 
Titulares
1. Manuel Ribeiro Viana;
2. Quintiliano Rodrigues da Rocha Franco – cônjuge em segundas núpcias da esposa do anterior.